# Вератеч
Вератеч (рум. Vărateci) — село у повіті Вилча в Румунії. Входить до складу комуни Рунку.
Село розташоване на відстані 152 км на північний захід від Бухареста, 7 км на північний схід від Римніку-Вилчі, 105 км на північний схід від Крайови, 106 км на південний захід від Брашова.

## Населення
За даними перепису населення 2002 року у селі проживали 188 осіб, усі — румуни. Усі жителі села рідною мовою назвали румунську.